# Uissigheim
Uissigheim [ˈʏsikʰhaim] (gesprochen Üssigheim, im taubergründischen Dialekt Üssi) ist ein Dorf im Main-Tauber-Kreis in Tauberfranken und gehört seit der Gemeindereform von 1972 zur Stadt Külsheim. Uissigheim wurde 1165 erstmals urkundlich in einem Schutzbrief des Kaisers Friedrich Barbarossa erwähnt.

## Geographie

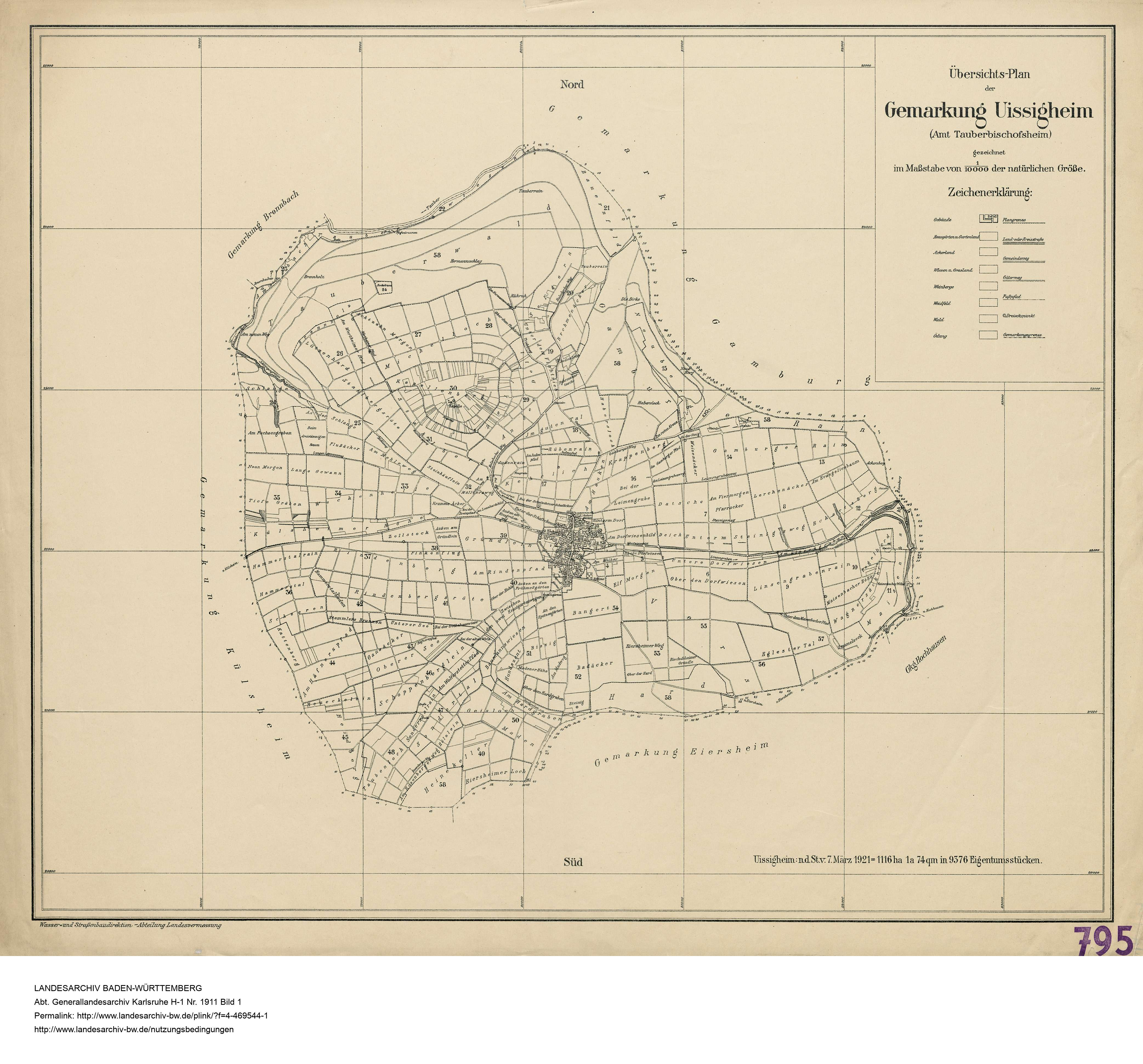
Gemarkung von Uissigheim, 1921

Uissigheim liegt auf einem Grenzstreifen des Buntsandsteins von Spessart und Odenwald und an der Scheide des Kalk- und Buntsandsteingebiets. Als Reste der Muschelkalküberlagerungen ragen Kehrlich (370 m), der Rindenberg (370 m) sowie der Stahlberg (378 m) über den Sandstein hinaus. Letzterer wird vor allem als Weinberg genutzt. Der Weinbau ist hier seit 1711 urkundlich nachgewiesen. Durch die Uissigheimer Gemarkung fließt der Linsenbach, der über den Maisenbach in die Tauber mündet. Zu Gemarkung der ehemaligen Gemeinde Uissigheim gehören das Dorf Uissigheim (⊙) und die Maisenbachsiedlung (⊙).

## Geschichte

### Herkunft des Namens
Vermutlich leitet sich der Name von der Sippe der Ussenc oder Ussinc ab, die sich hier einmal niederließ. Die verschiedenen Schreibweisen des Ortsnamens untermauern diese Theorie:
- 1165 Ussincheim
- 1192 villa Ussencheim
- 1220 Uessenkeim
- 1311 Ussigheim
- 1370 Uzsenkeim
- 1414 Ueßikem
- 1487 Uessigheim
- 1490 Ussigkein
- 1514 Ussickheim
- 1538 Ussigheim
- 1577 Uessigheim
- 1665 Uissigheim

### Geschichtliche Anfänge
Ein fränkisches Gräberfeld, das 1943 im Gewann „Elf Morgen“ entdeckt wurde, wird auf das 7. Jahrhundert n. Chr. datiert. Es stammt vermutlich von der ersten Ansiedlung auf Uissigheimer Gemarkung. Uissigheim gehörte um 770 im ostfränkischen Reichsteil Karls des Großen zum Tubrigowe (Taubergau). Nach dem Zerfall dieser Einteilung in Gaue erwarb das Erzbistum Mainz die Landeshoheit über Uissigheim, ab 1223 besaß das nahe liegende Kloster Bronnbach die ersten grundherrschaftlichen und urkundlich bezeugten Rechte in Uissigheim. Die wichtigsten Grundherren waren bis zu ihrem Aussterben im Jahre 1546 die Ritter von Uissigheim, die vermutlich aus der Entwicklung des fränkischen Ritterstandes stammten. Ab 1275 tragen sie die Bezeichnung Ritter und waren als solche im Gefolge der Bischöfe zu Mainz und Würzburg, der Familien von Wertheim, Rieneck, Zimmern und Hohenlohe. Die Junker von Uissigheim nahmen auch an Turnieren teil, so 1479 in Würzburg und 1481 in Heidelberg. Ihr Besitztum fiel ab 1405 an verschiedene andere Herren und Junker sowie an den Deutschen Orden.
Die heutige Hauptstraße des Ortes ist nach dem Judenschlächter Arnold III. von Uissigheim benannt.

### Bauernkrieg
1476 begann im nahen Niklashausen Hans Böhm, genannt der Pauker, über religiöse, politische und wirtschaftliche Fragen zu predigen, was zu großer Unruhe in der Bevölkerung der ganzen Region führte. Die oft missverstandenen Flugschriften Luthers, Missernten sowie die Pest, die 1514 im Taubertal und im Bauland wütete, leisteten ebenfalls ihren Beitrag zu den Spannungen, die sich im Bauernkrieg entluden. Uissigheim war als Zentdorf an Külsheim gebunden, welches Mitglied im sogenannten Neunstädtebund war. Dieser hatte sich dem Odenwälder Haufen der Bauern angeschlossen, welcher sich wiederum zu dem Hellen Haufen gesellte, der von Götz von Berlichingen und Georg Metzler angeführt wurde. Am 14. und 15. Mai 1525 wurde der Angriff der Bauernhaufen auf die Festung Marienberg in Würzburg blutig zurückgeschlagen.

### Dreißigjähriger Krieg
Im Dreißigjährigen Krieg musste die Bevölkerung den durchziehenden Truppen Tillys Nahrungsmittel bereitstellen, wenngleich diese die Eroberung des Erzbistums Mainz nicht verhindern konnten. Es kam auch hier zu Misshandlungen, Vergewaltigungen und Morden. Die fremden Truppen schleppten auch Krankheiten ein; 1636 fordert außerdem wieder die Pest ihren Tribut. Das Schloss der ehemaligen Herren von Uissigheim wurde 1644 vermutlich von Schweden oder Franzosen „verbrennt und ruiniert“.

### Revolutionskriege (1789–1797) und Befreiungskriege (1801–1815)

Blick auf Rathaus und Kirche um das Jahr 1910

Während der Revolutionskriege und der Befreiungskriege musste das Dorf immer wieder Verpflegung und Unterkunft für die Soldaten stellen, darüber hinaus waren auch Vorspanndienste gefordert. Das Leid der Bevölkerung blieb immer gleich groß, lediglich die Truppen wechselten: Kaiserliches, bayrisches, französisches, sächsisches und königlich-preußisches Militär verpflegte sich im Dorf. Im Zuge der späteren Aufteilung der Ländereien in Ämter seitens der Mainzer Regierung gelangte Uissigheim zum Amt Külsheim. 1803 kam Uissigheim durch die Auflösung des Mainzer Kurstaates zum Fürstentum Leiningen; ab 1806 gehörte Uissigheim bis zu dessen Ende zum Großherzogtum Baden. Nach der Auflösung des Amts Külsheim am 23. Dezember 1813 zählte Uissigheim zum Amtsbezirk bzw. Landkreis Tauberbischofsheim.

### Revolution 1848/49
Während der Revolution von 1848/49 waren im Ort preußische Truppen einquartiert. Am 8. September kam es zum Fest Mariä Geburt wegen einer Magd von auswärts zu Handgreiflichkeiten zwischen Uissigheimer Männern und den Soldaten, bei denen die Soldaten derartig zugerichtet wurden, dass sie „auf allen vieren“ abzogen. Aufgrund dieses Vorfalls wurde dem damaligen Bürgermeister Josef Arnold der Vorwurf gemacht, er habe die Jugend nicht ausreichend über das korrekte Verhalten gegenüber den Soldaten belehrt. Gegen ihn wurde die Todesstrafe durch standrechtliches Erschießen verhängt, obwohl er an jenem Tag gar nicht im Ort, sondern auf einer Wallfahrt gewesen war. Vor dem Erschießungskommando mitten im Ort riss Arnold seine Kleider auf und rief: Da schießt mir doch hinein, wenn ich auch unschuldig bin, denn ich war am Tage des Streites gar nicht daheim!, was auf den Oberkommandanten einen derartigen Eindruck machte, dass er das Erschießungskommando abtreten ließ.
Nach dem Scheitern der Revolution wurde ein Uissigheimer Bürger „kriegsrechtlich verfolgt“.

### Bruderkrieg (1866) und Deutsch-Französischer Krieg (1870/71)
Die mit Österreich verbündeten badischen Truppen lieferten sich im Bruderkrieg bei Hundheim und im Taubertal Gefechte mit Oldenburgern. Um die vielen Verletzten versorgen zu können, mussten auch in Uissigheim Schulsäle und Ratszimmer als Lazarett bereitgestellt werden. Da die Menschen im Ort die durchziehenden Soldaten nicht mehr verpflegen konnten, mussten sie viele Nahrungsmittel von außen herbeischaffen, so dass die Gemeinde sich stark verschuldete. Dies setzte sich auch im Deutsch-Französischen Krieg fort.

### Nationalsozialismus

#### Wahlergebnisse der Reichstagswahlen
| Datum            | Wahlberechtigte | Wahlbeteiligte (in %) | Wahlbeteiligte (in %) | Zentrum (in %) | Zentrum (in %) | NSDAP (in %) | NSDAP (in %) | SPD (in %) | SPD (in %) |
| ---------------- | --------------- | --------------------- | --------------------- | -------------- | -------------- | ------------ | ------------ | ---------- | ---------- |
| 31. Juli 1932    | 428             | 377                   | 88,08 %               | 356            | 94,43 %        | 16           | 4,24 %       | 4          | 1,06 %     |
| 6. November 1932 | 428             | 340                   | 79,44 %               | 308            | 90,59 %        | 21           | 6,18 %       | 2          | 0,59 %     |
| 5. März 1933     | 427             | 378                   | 88,52 %               | 277            | 73,28 %        | 84           | 22,22 %      | 1          | 0,26 %     |

Quelle: Zahlen aus den amtlichen Bekanntmachungen in den entsprechenden Jahresbänden der Tauber-Zeitung und des Tauber- und Frankenboten sowie aus Angaben des Statistischen Landesamtes.

#### Verhaftung des Pfarrers Johann Ebel
Am Ostermontag, den 17. April 1933, wurde Johann Ebel in „Schutzhaft“ genommen und ins Amtsgefängnis Tauberbischofsheim eingeliefert. Der aus Osterburken stammende Ebel war seit 1929 Pfarrer in Uissigheim und machte aus seiner negativen Haltung gegenüber dem Nationalsozialismus keinen Hehl, besonders nicht in seinen Predigten, die von NS-Parteigängern mitprotokolliert wurden. So wurde er von diesen als Nazifresser bezeichnet sowie als einer von den Zentrumsgeistlichen, wie sie in rauhen Mengen im badischen Land herumlaufen und seit Jahr und Tag in der unverantwortlichsten Weise gegen das erwachende Deutschland hetzen und so den Zwiespalt in das deutsche Volk hineintragen und täglich mehr vertiefen. (…) Gott s.D. hat man aber heute Mittel und Wege, um auch geistlichen Herren vom Schlage des Herrn Pfarrer Ebel von Uissigheim das Handwerk legen zu können! In der Abschrift des Protokolls zur Verhaftung von Johann Ebel vom 10. Mai 1933 findet sich ein Zusatz aus dem Jahr 1945. Darin heißt es: Als die Amerikaner am Karsamstag 1945 hier ankamen, wurde der Bürgermeister Knebel von ihnen nach den hiesigen Nationalsozialisten gefragt. Die Antwort lautete: „Hier gibt es keine“.

### Eingemeindung
Am 1. Dezember 1972 wurde Uissigheim nach Külsheim eingemeindet.

### Einwohnerentwicklung
| Jahr | Einwohner |
| ---- | --------- |
| 1790 | 650       |
| 1845 | 716       |
| 1847 | 730       |
| 1852 | 731       |
| 1863 | 726       |
| 1870 | 710       |
| 1880 | 766       |
| 1885 | 747       |

| Jahr | Einwohner |
| ---- | --------- |
| 1890 | 721       |
| 1895 | 705       |
| 1900 | 696       |
| 1905 | 698       |
| 1925 | 701       |
| 1961 | 716       |
| 1970 | 721       |
| 2008 | 627       |

1926 war die Bevölkerung zu 100 % katholisch. Im Dorf gab es zu dieser Zeit zwei Bäcker, einen Metzger, drei Wirte, zwei Kaufleute, zwei Schneider, zwei Schuster, zwei Schreiner, zwei Zimmerleute, zwei Maurer, drei Tünchner, einen Schlosser, einen Schmied und zwei Wagner, die aber alle im Nebenberuf Landwirt waren, wie die übrige Bevölkerung im Hauptberuf. Um 1870 waren außerdem acht bis neun Leinenweber verzeichnet, die in ihren Spinnstuben auch Flachs und Hanf aus den Nachbardörfern verarbeiteten.

## Wappen

Früheres Gemeindewappen von Uissigheim

Blasonierung: In Silber ein rotes Herz. Das Herz im heutigen Wappen leitete sich vermutlich von der Helmzier im Wappen der Uissigheimer Herren ab. Dort waren zwei Schwanenhälse angebracht, deren Köpfe vom Helm wegzeigten, so dass sie zusammen mit dem Helm in etwa die Form eines Herzens ergaben. Das Wappen der Uissigheimer Herren selbst war ein quer- und längsgeteilter Schild, der oben und unten je abwechselnd rote und weiße (silberne) rechteckige Felder aufwies. Dasselbe Wappen haben auch andere Geschlechter in der Region.
Das einem Vollmachts-Formular zur Gemeinde-Huldigung vom 14. August 1811 beigefügte Siegel zeigt das Herz mit der Umschrift „S. DES. GERICHT IN VSSIKHEIM“ (= Siegel des Gerichts in Uissigheim) und wurde noch 1879 zur Beglaubigung von Pfandurkunden verwendet. Das Herz erscheint nach 1879 auch im gekrönten Schild der Farbstempel der Gemeinde. Die ovalen und runden Farbstempel, die nach 1873 verwendet wurden, tragen die Umschrift „GEMEINDEVERWALTUNG“ bzw. „GEMEINDE UISSIGHEIM“. 1901 wurde das Siegel der Gemeinde Uissigheim im Zuge einer Überprüfung der Wappen aller Gemeinden des Amtsbezirks Tauberbischofsheim wegen der Krone beanstandet. Der Gemeinderat stimmte am 2. April 1902 der Neugestaltung des Wappens durch bessere Darstellung des Wappenbildes und der Festlegung der Wappenfarben zu, die an die frühere Zugehörigkeit zum Kurfürstentum Mainz erinnern.

## Wirtschaft und Infrastruktur

### Landwirtschaft
Die Landwirtschaft hatte in Uissigheim früher große Bedeutung. 1911 waren 732 ha Ackerland, 53 ha Wiese, 4 ha Rebland und 245 ha Wald. 1926 waren von den 1.115 ha der Gemarkung 365 ha Ackerland, 110 ha Wiesen, 2 ha Rebland und 280 ha Wald. Schon zur damaligen Zeit also ging die Nutzung der Flächen für Ackerbau zurück. Hutungen und Ödland waren damals auf nur wenigen Hektar verbreitet; hingegen wurde zu jener Zeit noch Dinkel angebaut: 1911 waren es 150 ha, 1926 noch 82 ha. Als Ursache für den Anbaurückgang dieses Getreides, das als Grünkern eine Bauländer Spezialität ist, gilt die Ausdehnung des Winterweizenanbaus sowie das nachlassende Interesse am Grünkern. An Obstbäumen waren für 1926 ca. 3.350 Stück verzeichnet.
Der Viehbestand der 157 landwirtschaftlichen Betriebe wurde für das Jahr 1925 wie folgt angegeben: 1.640 Hühner, 611 Stück Rindvieh, 319 Schweine, 131 Gänse, 41 Ziegen, 37 Kaninchen und 31 Pferde. Von letzteren waren nur 15 Jahre zuvor lediglich 14 im Dorf vorhanden; die starke Zunahme erklärt sich durch Militärpferdeversteigerungen am Ende des Ersten Weltkrieges. Die landwirtschaftlichen Betriebe erledigten die anfallenden Arbeiten größtenteils aus eigener Kraft; 1926 waren nur 16 Knechte, Mägde und ständige Taglöhner verzeichnet. Größere Maschinen wie Dreschmaschine und Windfege wurden von vielen Bauern gemeinsam gekauft und verwendet, da sie für einen einzelnen Betrieb zu teuer waren.
1903 wurde in Uissigheim eine Genossenschaftsmolkerei mit 36 Mitgliedern gegründet; 1926 hatte sie über 100 Mitglieder und verarbeitete jährlich zwischen 140.000 und 170.000 l Milch. Ihre Butter wurde 1925 auf der großen deutschen Landwirtschafts-Ausstellung in Stuttgart mit einem 2. Preis ausgezeichnet.

## Kultur und Sehenswürdigkeiten

### Bauwerke und Baudenkmale

#### Pfarrkirche St. Laurentius

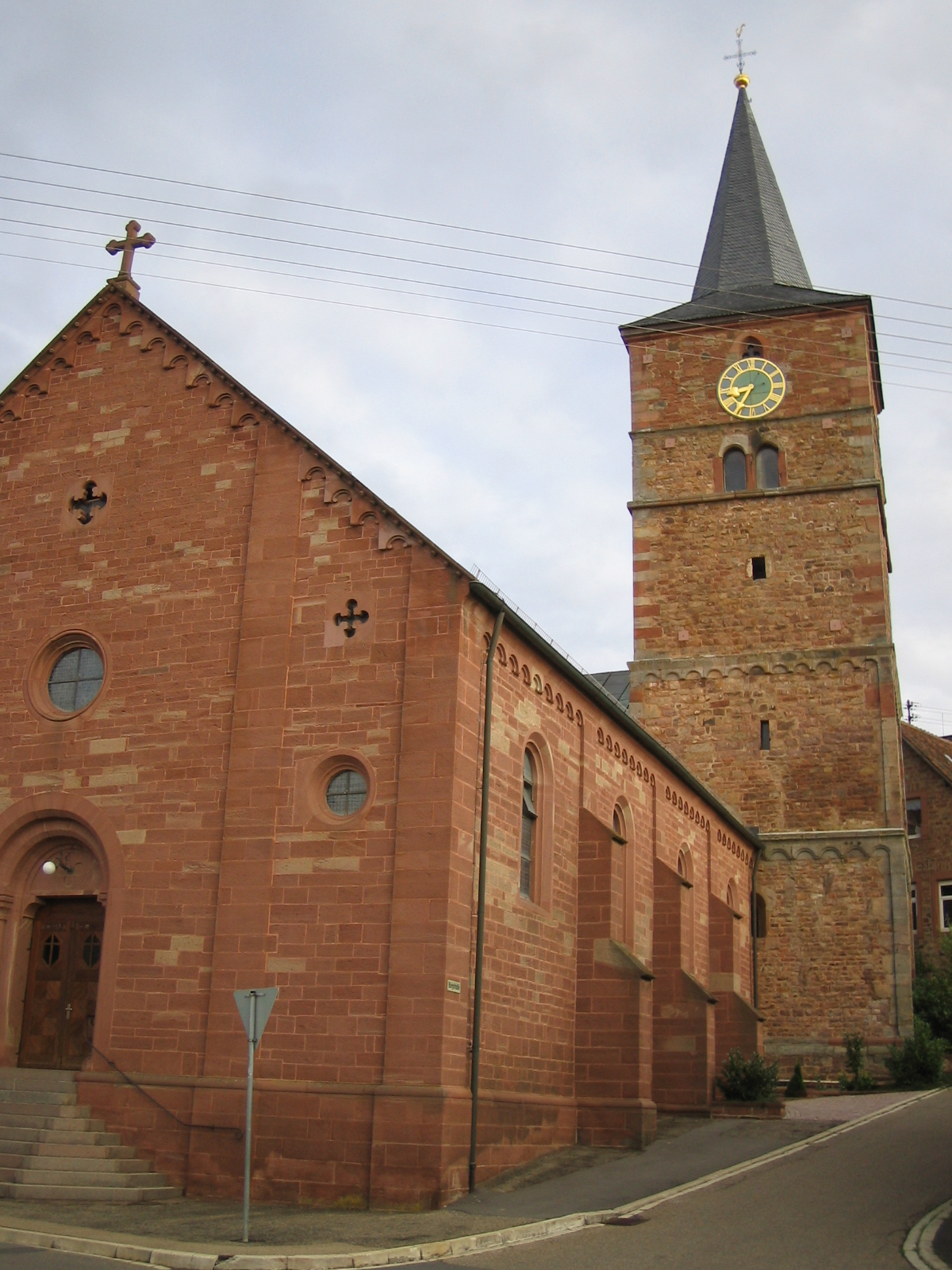
Die Laurentiuskirche in Uissigheim

Die Uissigheimer Pfarrkirche St. Laurentius stammt aus dem Jahr 1847.

#### Kreuzweg zur Stahlbergkapelle
Von 1867 bis 1869 wurden am Stahlberg 14 Kreuzwegstationen sowie eine Vorab-Station aus rotem Sandstein errichtet. Sie wurden von der Künstlerfamilie Buscher aus Gamburg erstellt.
Im Jahre 1870 wurde schließlich am Ende des Kreuzweges eine Kapelle aus rotem Sandstein errichtet.

Blick auf die Stahlbergkapelle um 1910
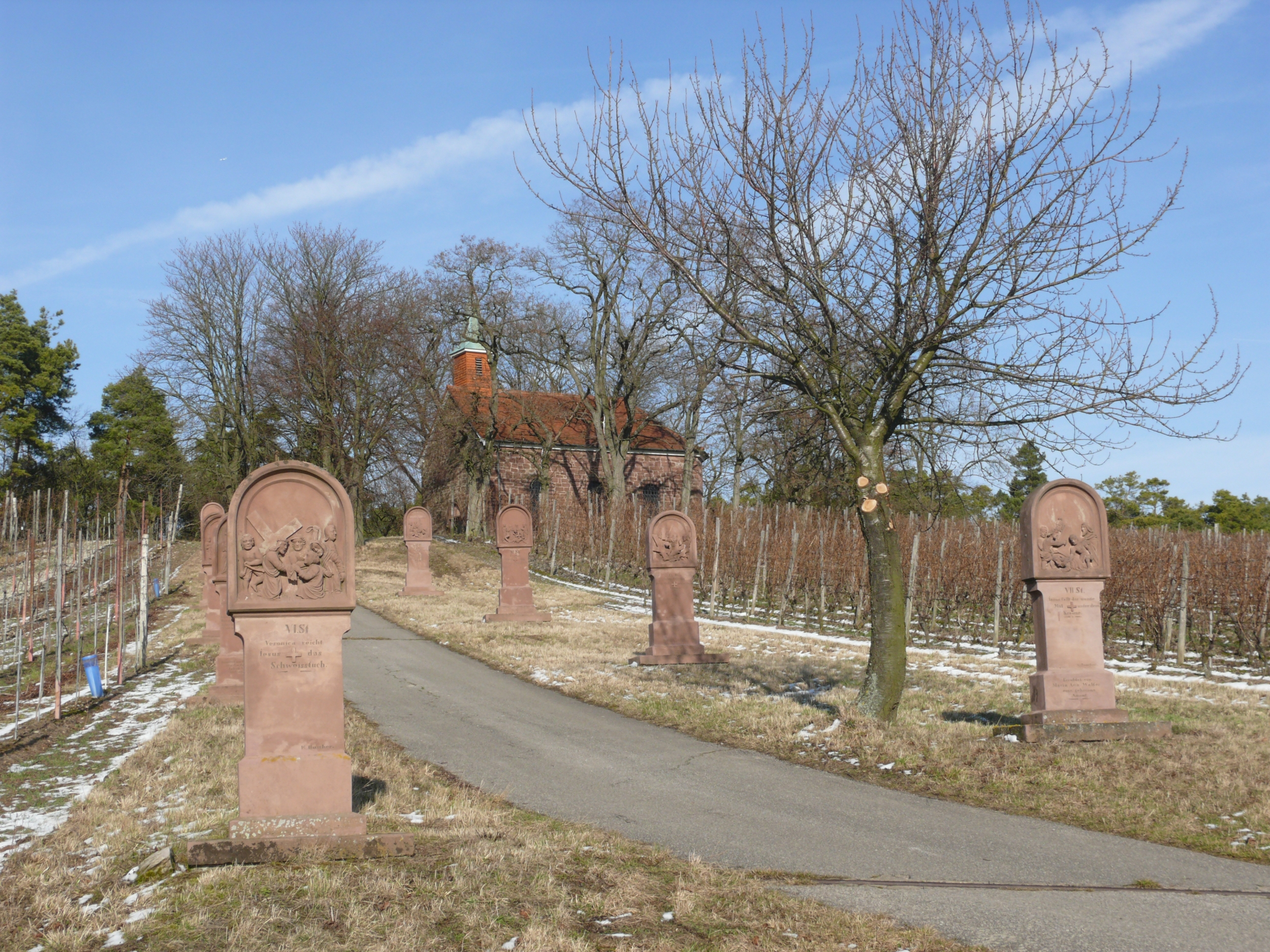
Kreuzweg zur Stahlbergkapelle
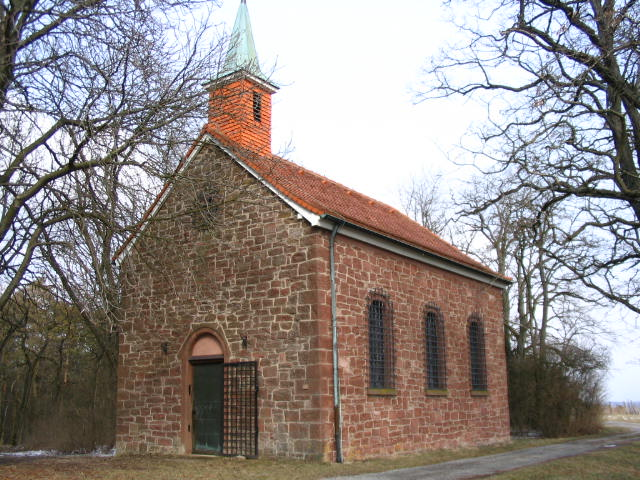
Stahlbergkapelle
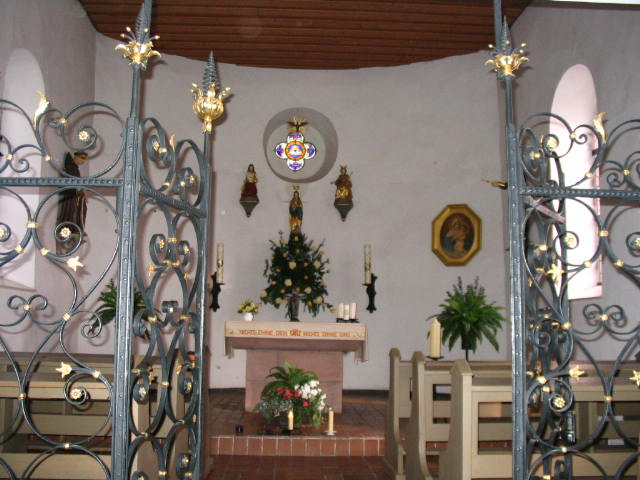
Innenansicht der Stahlbergkapelle

#### Grünkerndarren

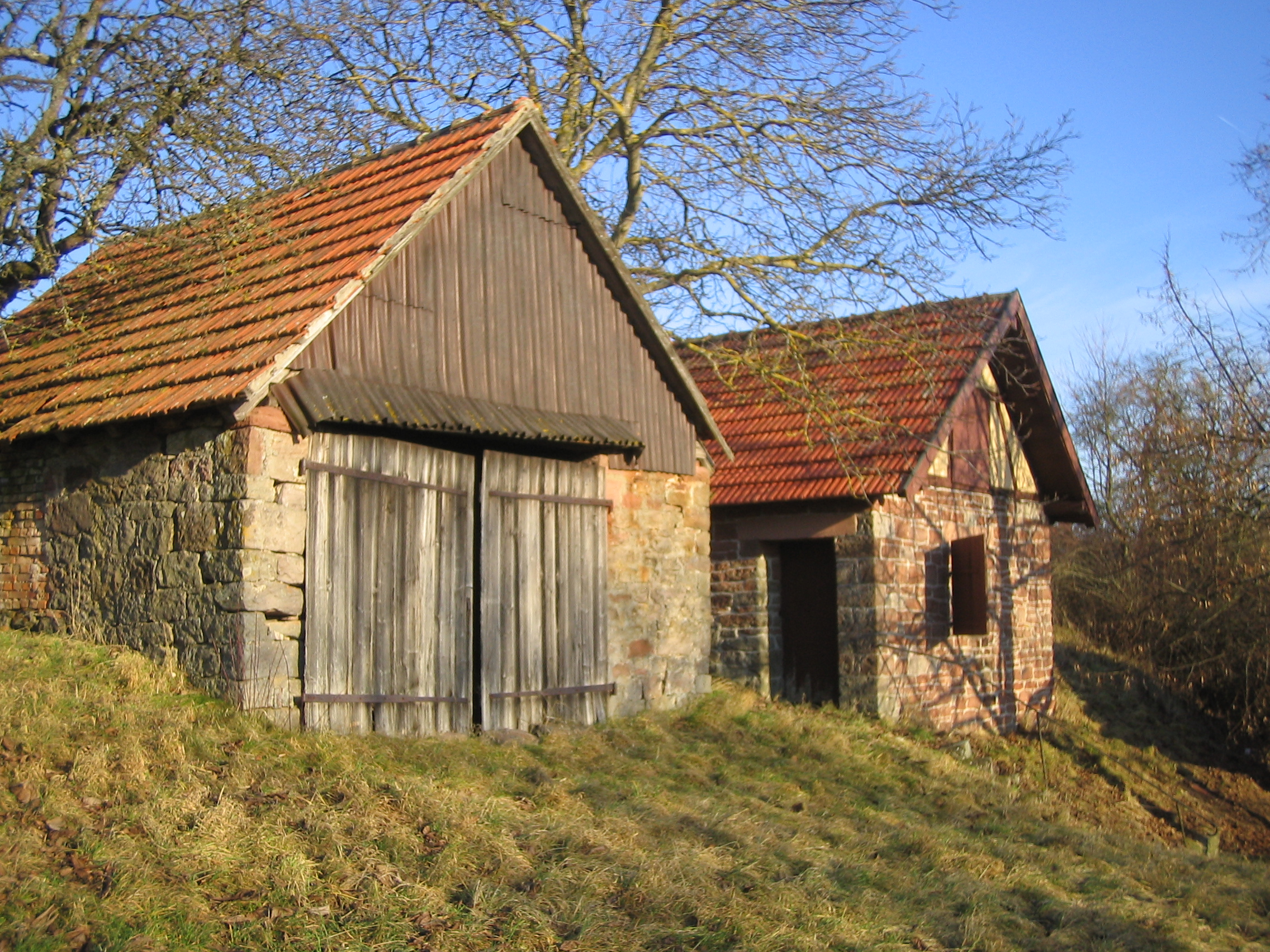
Grünkerndarren

Oberhalb des Sportplatzes befinden sich Grünkerndarren aus dem Jahre 1890. Sie dienten zum Dörren des Grünkerns, also des unreifen Dinkels, und wurden 1986 wieder hergerichtet. 1926 gab es im Dorf noch sieben Darren.

### Regelmäßige Veranstaltungen
- Jährlicher Kappenabend und Heringsessen an Fasching
- Jugend-Pfingstturniere des VfR
- Dorf-/Grünkernfest

## Vereine
In Uissigheim gibt es die folgenden Vereine:
- Altenwerk Uissigheim
- Bauernverband Uissigheim
- Cäcilienverein St. Laurentius (Kirchenchor), gegründet 1885
- CDU-Ortsverein Uissigheim
- Förderverein des VfR Uissigheim
- Frauengemeinschaft Uissigheim
- Freiwillige Feuerwehr Uissigheim
- Kath. Landjugendbewegung Uissigheim
- Männergesangverein „Eintracht“ Uissigheim 1876 e. V.
- Musikverein Uissigheim, gegründet 1954
- Obst-, Garten- und Kulturverein, gegründet 1906
- VfR Uissigheim e. V. – Fußball und Breitensport, gegründet 1946. In der Saison 1993/94 konnte der VfR Uissigheim die Meisterschaft in der Fußball-Landesliga Odenwald gewinnen.[6]